# Bârna
Bârna (in ungherese Barnafalva) è un comune della Romania di 1583 abitanti, ubicato nel distretto di Timiș, nella regione storica del Banato. 
Il comune è formato dall'unione di 7 villaggi: Bârna, Botești, Botinești, Drinova, Jurești, Pogănești, Sărăzani.